# Elīza Tīruma
Elīza Tīruma (Sigulda, 21 agosto 1990) è una slittinista lettone, vincitrice di due medaglie di bronzo olimpiche nella gara a squadre: a Soči 2014 ed a Pechino 2022.
Dal 21 agosto 2015 assunse per matrimonio il cognome Cauce, per poi ritornare al suo vero cognome in vista della stagione agonistica 2020/2021.
È sorella di Maija, a sua volta ex slittinista di alto livello.

## Biografia
Ha iniziato a gareggiare per la nazionale lettone nelle varie categorie giovanili sia nella specialità del singolo, senza però ottenere risultati di particolare rilievo.

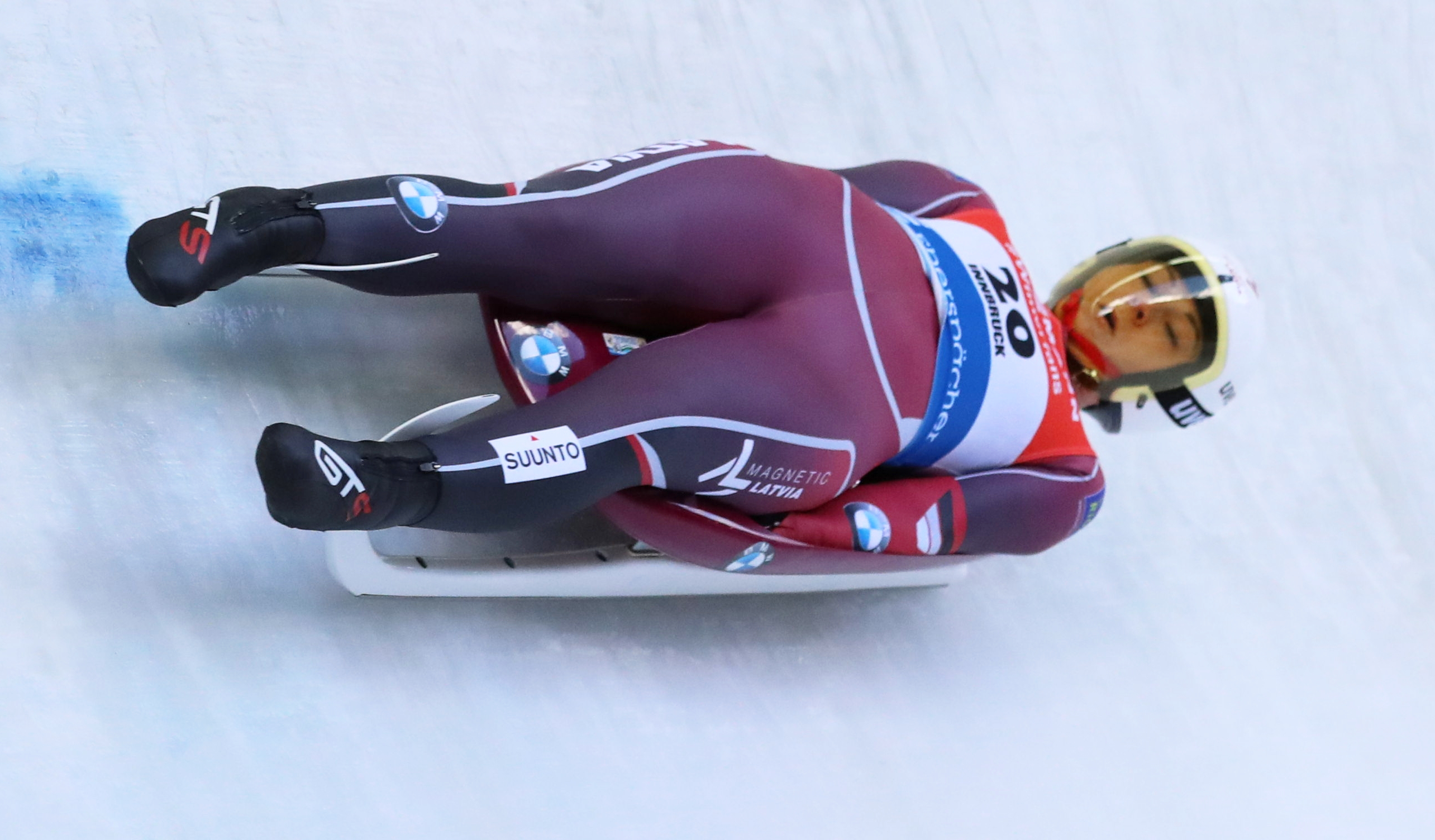
Elīza Cauce in gara a Innsbruck nel 2019

A livello assoluto ha esordito in Coppa del Mondo nella stagione 2009/10, ha conquistato il primo podio il 1º marzo 2015 a Soči, dove fu terza nella gara a squadre, e vinse la sua prima gara il 22 febbraio 2020 a Winterberg, imponendosi nel singolo. In classifica generale detiene quale miglior risultato il quinto posto nel singolo, raggiunto nel 2021/22.
Ha partecipato a tre edizioni dei Giochi olimpici invernali: a Soči 2014 ha raggiunto la dodicesima posizione nella prova individuale ed ha conquistato la medaglia di bronzo nella gara a squadre, a Pyeongchang 2018 ha terminato la gara del singolo al sedicesimo posto ed a Pechino 2022 è giunta ottava nel singolare ed ha ottenuto la medaglia di bronzo nella staffetta.
Ha preso parte altresì a otto edizioni dei campionati mondiali conquistando un totale di tre medaglie, di cui una d'argento e due di bronzo. Nel dettaglio i suoi risultati nelle prove iridate sono stati, nel singolo: ventiquattresima ad Altenberg 2012, decima a Whistler 2013, tredicesima a Sigulda 2015, quinta a Schönau am Königssee 2016, non ha terminato la gara a Igls 2017, undicesima a Winterberg 2019, quattordicesima a Soči 2020 e nona a Schönau am Königssee 2021; nel singolo sprint: ottava a Schönau am Königssee 2016, tredicesima a Igls 2017, nona a Winterberg 2019 e medaglia di bronzo a Soči 2020; nelle prove a squadre: medaglia di bronzo a Whistler 2013, settima a Sigulda 2015, medaglia d'argento a Schönau am Königssee 2016. 
Nelle rassegne continentali ha conquistato sette medaglie, di cui quattro d'argento: una vinta nel singolo ad Altenberg 2016 e tre colte nelle prove a squadre a Sigulda 2014, ad Altenberg 2016 a Sigulda 2021; completano il suo palmarès continentale ulteriori tre bronzi.

## Palmarès

### Olimpiadi
- 2 medaglie:
  - 2 bronzi (gara a squadre a Soči 2014, gara a squadre a Pechino 2022).

### Mondiali
- 3 medaglie:
  - 1 argento (gara a squadre a Schönau am Königssee 2016);
  - 2 bronzi (gara a squadre a Whistler 2013; singolo sprint a Soči 2020).

### Europei
- 7 medaglie:
  - 4 argenti (gara a squadre a Sigulda 2014; singolo, gara a squadre ad Altenberg 2016; gara a squadre a Sigulda 2021);
  - 3 bronzi (gara a squadre a Soči 2015; gara a squadre a Schönau am Königssee 2017; gara a squadre a Oberhof 2019).

### Coppa del Mondo
- Miglior piazzamento in classifica generale nel singolo: 5ª nel 2021/22.
- 17 podi (4 nel singolo, 13 nelle gare a squadre):
  - 2 vittorie (1 nel singolo, 1 nelle gare a squadre);
  - 7 secondi posti (1 nel singolo, 6 nelle gare a squadre);
  - 8 terzi posti (2 nel singolo, 6 nelle gare a squadre).

#### Coppa del Mondo - vittorie
| Data             | Luogo      | Paese    | Disciplina                                                         |
| ---------------- | ---------- | -------- | ------------------------------------------------------------------ |
| 22 febbraio 2020 | Winterberg | Germania | Singolo                                                            |
| 2 gennaio 2022   | Winterberg | Germania | Gara a squadre con Kristers Aparjods, Mārtiņš Bots e Roberts Plūme |